# 216

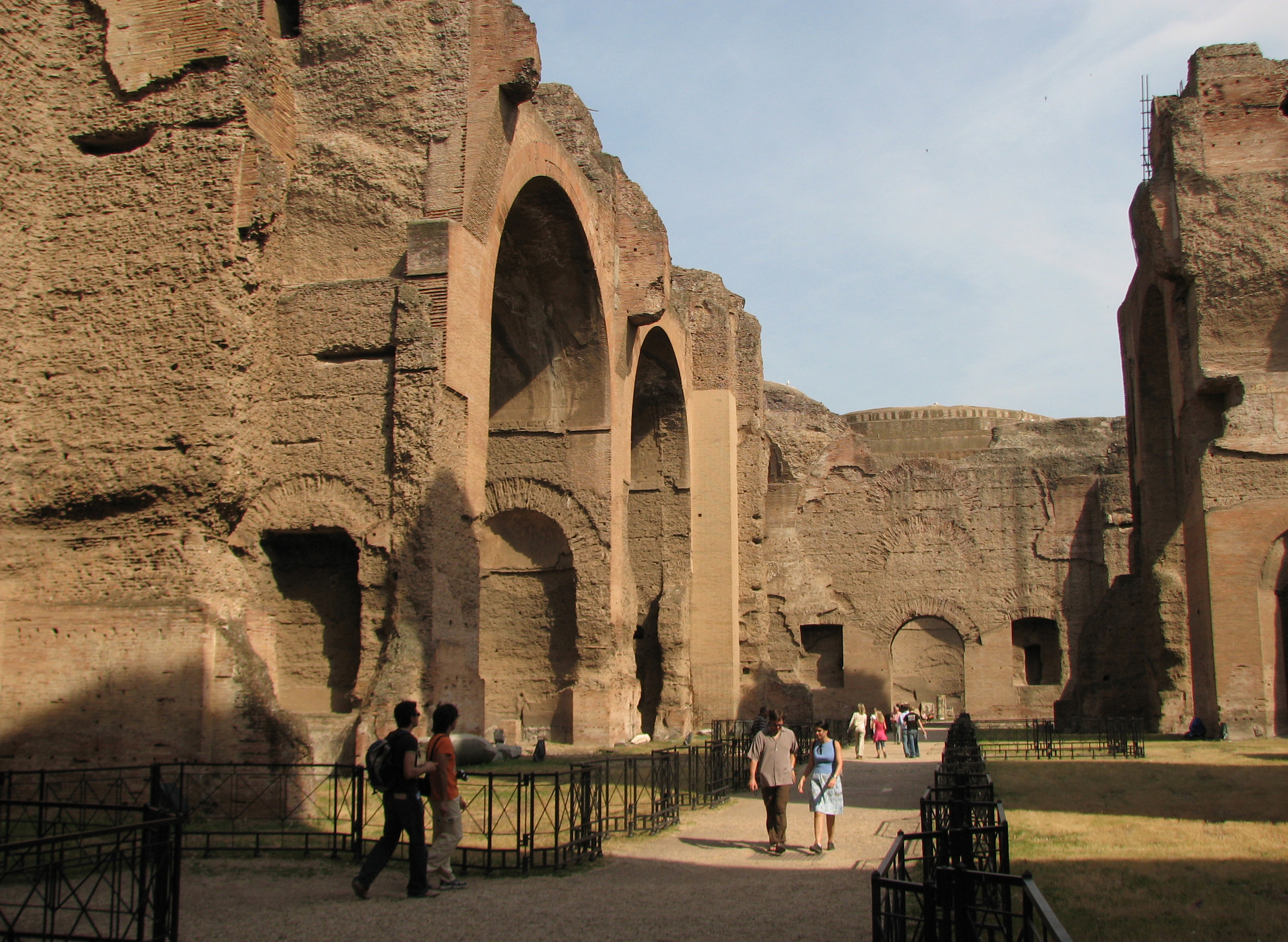
De Thermen van Caracalla

Het jaar 216 is het 16e jaar in de 3e eeuw volgens de christelijke jaartelling.

## Gebeurtenissen

### Italië
- Keizer Caracalla opent de Thermen van Caracalla. Het thermencomplex is voorzien van twee bibliotheken, openbare tuinen en een speciaal aangelegd aquaduct. De vloeren zijn rijk gedecoreerd met mozaïeken en het biedt plaats aan 1600 gasten.

### Parthië
- Caracalla treedt in het huwelijk met de dochter van koning Artabanus IV, tijdens het bruiloftsfeest wordt een Parthische delegatie door de Romeinen overvallen en gedood.
- Geobsedeerd door de veroveringscampagne van Alexander de Grote, voert Caracalla een plunderingsveldtocht in Parthië. Een expeditieleger steekt de Tigris over en vele steden worden verwoest. Armenia wordt opnieuw geannexeerd.

### China
- Cao Cao, krijgsheer en eerste minister van de Han-dynastie, slaat tweemaal een belegering van Sun Quan af bij de stad Hefei. Na de overwinning roept hij zichzelf uit tot koning van het koninkrijk Wei.

## Geboren
- Maximus Caesar, zoon van keizer Maximinus I Thrax (overleden 238)